# 马丁斯-索阿里斯
马丁斯－索阿里斯是巴西米纳斯吉拉斯州的一个市镇。总面积112.941平方公里，总人口6338人，人口密度56.1人/平方公里。